# Nygotisk kursiv
Nygotisk kursiv, även kallad nygotisk skrift, nygotisk stil tysk(a) stil(en), svensk(a) stil(en), kurrentstil, eller (handskriven) frakturstil är namn på den skrivstil som användes i Sverige och Nordeuropa under de första århundradena efter medeltiden, från 1500‑talet fram till 1700‑talet och in på 1800‑talet (till 1900‑talet i Tyskland), när man skrev för hand på papper. Under samma period användes i Sverige och grannländer vanligen fraktur som tryckstil.

## Terminologi
Beteckningen ”nygotisk kursiv” (ibland ”nygotisk skrift”) är en modern vetenskaplig beteckning. De äldre namnen i Sverige är ”tysk stil/skrift” (ibland ”svensk stil/skrift”) som uppkom när man fick anledning att skilja denna skrift från den till Sverige senare inkomna ”latinska skriften”. 
Paleografer betecknar medeltida stilar som gotisk skrift; nygotisk skrift betyder alltid stilar som användes efter medeltiden.
På andra språk kallas denna typ av skrivstil ofta kurrent, på tyska Kurrentschrift.
”Nygotisk” i paleografin har inget att göra med den sentida nygotiken i arkitektur och annan konst på 1800‑ och 1900‑talen.

## Historia i Sverige

### Föregångare
Den första alfabetiska skriften i Sverige var enligt Lars Svensson karolingisk minuskel (cirka 1150–1250). Enligt  Patrik Åström har skriften i Sverige från år 1000 till 1200 betecknats som ”karolingisk‑gotisk övergångsskrift” följd av ”förgotisk” (pregotisk) skrift. Patrik Åström menar att entydiga kriterier för kronologisk fingradering saknas, och han betecknar all skrift i Sverige 1000–1200 som förgotisk skrift.
Den karolingiska minuskeln följdes enligt Lars Svensson av äldre gotisk skrift (cirka 1250–1370) och yngre gotisk skrift (cirka 1370–1526). Enligt Patrik Åström kan skriften från början av 1200‑talet till början av 1500‑talet kallas ”gotisk minuskelskrift”, som hade varianterna textualis och cursiva, samt en blandform mellan de två, hybrida, från omkring 1400. Oavsett vilken indelnings som görs, har de högmedeltida skrivstilarna det gemensamt, att forskare kallar dem ”gotiska” utan tillägget ny‑. 
Under den gotiska skriftens tid utvecklades en skillnad mellan präntad (noggrant handskriven) skrift och en snabbare skriven skrift, som tenderade att bli kursiv, det vill säga sammanbindningar började förekomma och skriften blev mer löpande.
Båda orden kursiv och kurrent kommer ytterst från det latinska ordet för löpa, currere; snabbare skriven text kallas ”löpande”, och tenderar att vara sammanbunden och högerlutande, eftersom man lyfte pennan mer sällan.
Eftersom cursiva fanns som en form av den medeltida gotiska skriften förekommer beteckningar som ”äldre gotisk kursiv” och “yngre gotisk kursiv”, villket inte är samma sak som nygotisk kursiv.

### Nygotisk skrift skapas och dominerar
Under nya tiden utvecklades den nygotiska skriften, som fullbordade utvecklingen till kursiv handskrift: skriften blev högerlutande och bokstäverna sammanbands vanligen inom ordet. Samtidigt kom boktryckarkonsten, och det viktigaste tryckta typsnittet i bland annat Sverige blev frakturstilen. Den handskrivna nygotiska kursiven och den tryckta frakturstilen hade vissa gemensamma drag, som att de gemena s och h gick ner under den tänkta baslinjen, och de var under århundraden de två pelarna i Sveriges skriftkultur. Lars Svensson har betecknat den nygotiska skriften som Sveriges nationalskrift (i handskrifter) från cirka 1526 till början av 1800‑talet.
Skillnaden jämfört med medeltiden var, att den nygotiska kursiven hade en nisch, protokoll, räkenskaper och dylikt, vid sidan av en tryckt skrift (fraktur), som användes i viktigare offentliga texter som religösa verk. På medeltiden, före boktryckarkonstens genombrott, hade handskriven gotisk kursiv en nisch vid sidan av noggrannare handskriven gotisk skrift.

### Konkurrens och slutlig nedgång
Ett konkurrerande par av stilar utvecklades i Europa samtidigt med den nygotiska kursiven och frakturstilen: handskriven latinsk skrift (också kallad humanistskrift) och den tryckta antikvan.

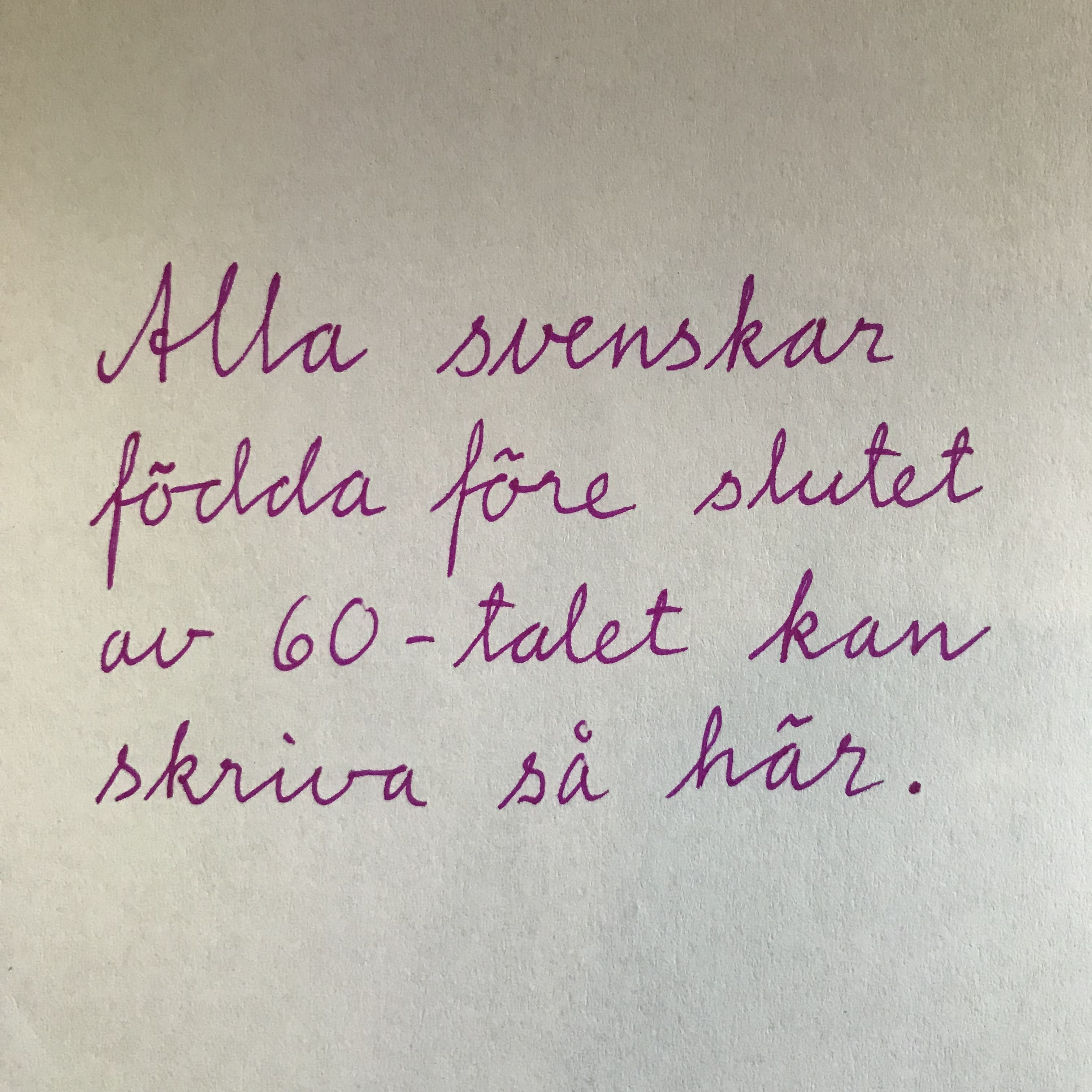
Skrivstil av latinsk typ
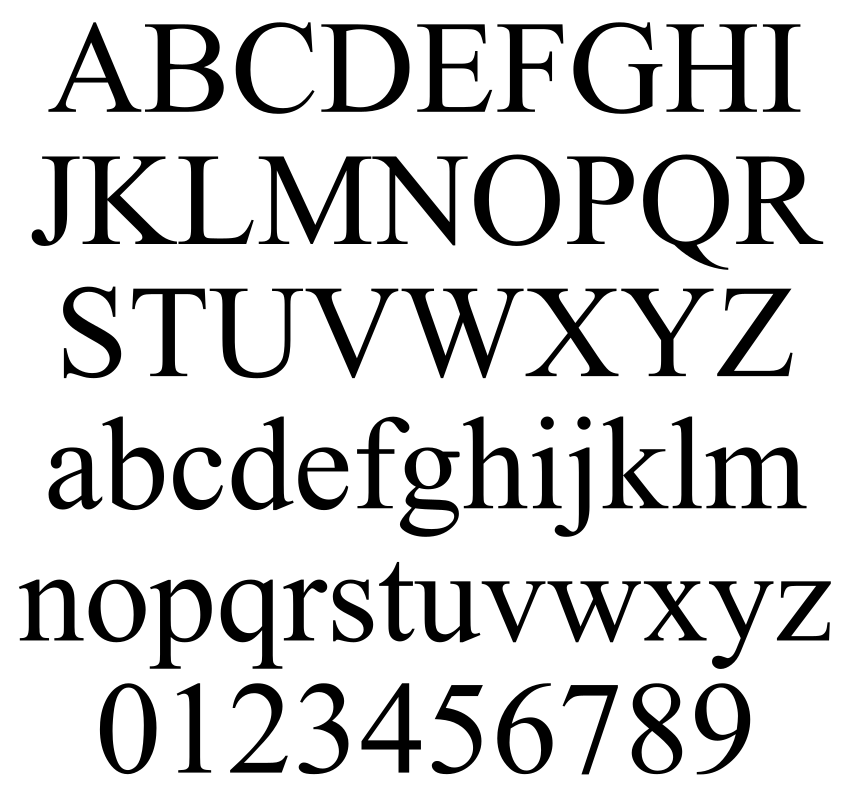
Typiskt antikvatypsnitt

De två stilarna – latinsk skrift för handskrift och antikva för tryck – blev allmänna i flera länder i Europa, men var ovanliga som normalskrift för skriven svenska under de första århundradena efter medeltiden. Däremot hade de i Sverige en nischanvändning: de användes för latin och även mitt inne i nygotisk skrift och i frakturstil för latinska (klassiska, antika) ord och stundom i egennamn. Nygotisk skrift och tryckt frakturstil associerades alltså med svenska språket, och latinsk handskrift och tryckt antikva associerades med antikens latinska kulturarv.
Senare konkurrerade latinsk skrift och antikva ut den nygotiska kursiven och frakturtryckstilen i Sverige. Svenskskrivande övergav först den nygotiska kursiven vid handskrift. Vid mitten av 1700‑talet skrev många skribenter för hand med latinsk skrift; i början på 1800‑talet följde statens kanslier efter, och 1846 kom en skrivstilsbok för folkskolan som saknade övningar i nygotisk kursiv.
Den tryckta frakturstilen användes något längre än nygotisk kursiv; i masspridda böcker användes frakturstil in på 1900‑talet. Under en övergångsperiod (ungefär senare delen av 1800‑talet) var alltså folkets breda lager vana vid tryckt frakturstil, men använde inte den motsvarande skrivstilen, nygotisk kursiv, utan en latinsk skrivstil.

## Betydelse i Sverige idag

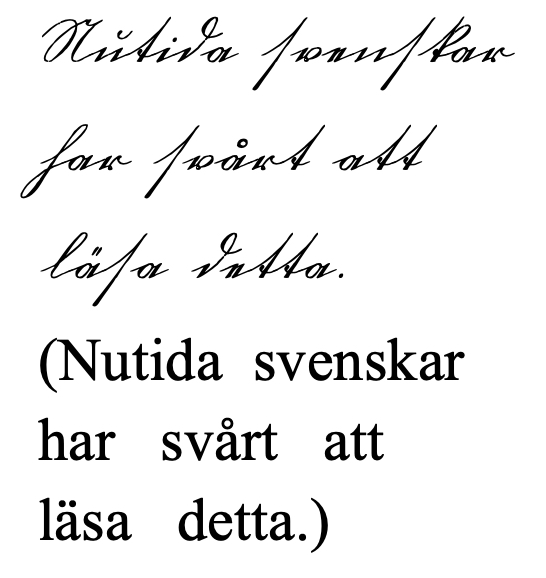
Skriftprov som visar den nygotiska kursiven svårlästhet för de flesta.

Större delen av det handskrivna arkivmaterialet i Sverige är skrivet med nygotisk kursiv, så yrkesforskare och amatörforskare behöver kunna läsa den. Detta fordrar studier och övning.
Skrivstilen var ofta individuell, men några (för dagens läsare) svårtydbara skrivsätt finns i alla varianter av nygotisk kursiv. En svår bokstav är lilla h, som dagens svenskar, om de kan läsa någon skrivstil, skulle uppfatta som ett f. Nutida svenskar får problem med enkla ord som ”har” i vidstående skriftprov i nygotisk kursiv. Samma svårighet finns vid lilla s, både i skrivstilen och i den tryckta frakturstilen.

## Användning i andra länder
Nygotisk kursiv (under namn som Kurrentschrift eller deutsche Schreibschrift)  förekom i stora delar av det tyskspråkiga området, men också i Danmark, Norge, Island och Finland. I Danmark och Norge kallades den ofta tysk skrift. På Island användes en närbesläktad skrivstil åtminstone in på 1800‑talet. I Finland följde skrivstilen i stort det svenska mönstret fram till 1809, och i Baltikum i administrativa och kyrkliga sammanhang där tyska var förvaltningsspråk.
I Tyskland används denna typ av stil, som där kallas Kurrentschrift, för konstnärlig effekt, men nygotisk kursiv används ej så i Sverige,  eftersom minnet av stilen helt förbleknat.